# 청춘 합창단 - 또 하나의 꿈
"청춘 합창단 - 또 하나의 꿈"은 2017년에 개봉한 대한민국의 영화이다.

## 시놉시스
평균연령 65세, 당신의 가슴을 울릴 노래가 울려 퍼진다!
2011년 KBS 예능프로그램 <남자의 자격>을 통해 구성된
 대한민국 최초의 시니어 합창단. '청춘합창단'
 김태원 지휘자가 작곡한 아카펠라 곡 <사랑이라는 이름을 더하여>를 부르는
 청춘 합창단 한 사람 한 사람의 모습에서 85세, 최고령자 노강진 할머니의 솔로가
 이어진다.
 다가오라.. 지나온 시간처럼.. 노강진 할머니의 모습에서 관객들은 눈물을 쏟아낸다.
 그렇게 3개월의 꿈같은 시간이 흐르고 김태원 지휘자와 청춘 합창단은
 이별의 시간을 맞이하지만 그들에겐 끝이 아니고 시작이었다.
 방송 후 2015년 6월 15일. 미국 뉴욕 UN 본부
 평균연령 65세 시니어 합창단의 공연에
 전세계를 대표하는 이들의 얼굴 가득 미소가 번진다.
 말로는 다 하지 못했던 그들의 이야기가 다시 시작된다.

## 캐스팅
- 김태원
- 안성기 : 네레이션